# 1-я Лыковская улица
Пе́рвая Лы́ковская у́лица (до 11 апреля 1964 года — Комсомо́льская у́лица (Тро́ицкое-Лы́ково), до 1960 года — Комсомо́льская у́лица села Троице-Лыково) — улица, расположенная в Северо-Западном административном округе города Москвы на территории района Строгино.

## История
Улица находится на территории бывшего села Троице-Лыково, где она называлась Комсомо́льская у́лица. В 1960 году село Троице-Лыково вошло в состав Москвы, а 11 апреля 1964 года улица получила современное название по бывшему селу.

## Расположение
1-я Лыковская улица проходит на северо-восток от 1-го Лыковского проезда, являясь его продолжением, с востока к 1-й Лыковской улице примыкает Одинцовская улица, 1-я Лыковская улица далее пересекает Лыковский проезд и Туркменский проезд (согласно Яндекс. Картам и картам OpenStreetMap; на Картах Google участок Туркменского проезда к западу от 1-й Лыковской улицы отнесён к 3-й Лыковской улице, участок проезда к востоку от 1-й Лыковской улицы не обозначен) и оканчивается, не доходя до улицы Твардовского. Нумерация домов начинается от 1-го Лыковского проезда.

## Примечательные здания и сооружения
По нечётной стороне:
По чётной стороне:
- № 2, корп. 2 — дача «Сосновка-2». С 1994 года здесь жил и в 2008 году скончался писатель А. И. Солженицын[3]..

## Транспорт

### Наземный транспорт
По 1-й Лыковской улице не проходят маршруты наземного общественного транспорта. У северного конца улицы, на Одинцовской улице, расположены остановки «Троице-Лыково» и «Одинцовская улица» автобуса № 137 (Троице-Лыково — Станция метро «Щукинская»). Также на улице Маршала Прошлякова расположена остановка «2-я Лыковская улица» автобуса № 782 (2-я лыковская улица — Таллинская улица).

### Метро
- Станция метро «Строгино» Арбатско-Покровской линии — севернее улицы, на Строгинском бульваре.